# USS LST-923
O USS LST-923 foi um navio de guerra norte-americano da classe LST que operou durante a Segunda Guerra Mundial.